# Andreï Simonov
Pour les articles homonymes, voir Simonov.
Andreï Dmitrievitch Simonov (en russe : Андрей Дмитриевич Симонов), né le 29 juin 1966 à Baranovka dans l'oblast de Kirov et mort le 29 avril 2022 en Ukraine, est un officier russe, major-général, chef des troupes de guerre électronique des forces armées russes du district militaire ouest.

## Biographie
Andreï Dmitrievitch Simonov est diplômé de l'École des communications du commandement militaire supérieur de Tomsk en 1987 et sert dans les forces de lutte radio-électronique. En 2000, il est diplômé de l'Académie militaire Frounze, et en 2010, il est diplômé de l'Académie militaire de l'état-major général. En 2011, il est colonel. Depuis 2014, il est chef adjoint des troupes de lutte électronique des forces armées de la fédération de Russie. Il passe au grade de major-général en 2016.
Il est vraisemblablement mort lors de l'invasion russe de l'Ukraine, le 29 avril 2022, lors d'une frappe de l'artillerie ukrainienne sur un état-major de la 2e armée près d'Izioum,.

## Publications
- (ru) Andreï Dmitrievitch Simonov et Denis Vladimirovitch Khripouchine, « Перспективная система управления соединений радиоэлектронной борьбы — основа реализации боевых возможностей их разнородных сил и средств » [« Un système de contrôle prometteur pour les formations de guerre électronique est à la base de la mise en œuvre des capacités de combat de leurs diverses forces et moyens »], Военная мысль [Pensée militaire], no 11,‎ 2021, p. 63-68 (ISSN 0236-2058, lire en ligne).